# Rock Demers
Rock Demers (* 11. Dezember 1933 in Sainte-Cécile-de-Lévrard, Kanada; † 17. August 2021 in Montreal) war ein kanadischer Filmproduzent. Er war der Gründer der Filmgesellschaft Les Productions la Fête und produzierte u. a. die Kinderfilmreihe Tales for All.

## Frühe Kindheit
Demers wuchs im ländlichen Quebec auf und beschrieb seine Kindheit als „sehr arm, aber sehr glücklich“. Er studierte zunächst Lehrer, bevor er an der École Normale de St. Cloud in Paris ein Diplom in audiovisueller Technologie erwarb. Anschließend reiste er zwei Jahre lang durch Europa und Asien und lernte dabei Vojta Jasny, Břetislav Pojar und Krzysztof Zanussi kennen.

## Karriere
Nach seiner Rückkehr nach Kanada begann Demers seine Karriere in der Filmindustrie. Er begann 1960 mit dem Filmvertrieb, bevor er zwei Jahre später Manager des Montreal World Film Festival wurde, in dieser Funktion bis 1967. 1963 war er Mitbegründer der Cinémathèque québécoise und gründete 1965 Faroun Films. Ursprünglich auf den Vertrieb von Kinderfilmen fokussiert, expandierte letzteres schließlich auf Kunst- und Experimentalfilm sowie Produktion. Demers verließ Faroun Films 1978, ein Jahr nach seiner Ernennung zum Präsidenten und späteren Generaldirektor des Institut Québécois du Cinéma (IQC).Demers verließ die IQC im Juni 1979 und gründete im folgenden Jahr Les Productions la Fête. Jetzt kann er seine eigenen Filme produzieren und entwickelte die Filmreihe Tales for All (Contes pour tous). Er stellte sich zwölf Filme vor und hatte für acht davon bereits Drehbücher in Auftrag gegeben, bevor die Dreharbeiten zum ersten begannen. Der erste Film der Reihe, Der Hund, der den Krieg stoppte (La guerre des tuques), wurde von einem Artikel beeinflusst, den Demers in La Presse über den Selbstmord von Jugendlichen las. Die Filme wurden schließlich im Ausland koproduziert, und in andere Sprachen übersetzt. Die Serie hatte schließlich 24 Spielfilme, wobei der letzte (The Outlaw League) 2014 veröffentlicht wurde.

## Letzte Jahre
Demers verkaufte Les Productions la Fête 2015 an den Regisseur Dominic James. Rock Demers starb im Alter von 87 Jahren im Montreal Heart Institute an Herzversagen.

## Auszeichnungen
In den 1980er-Jahren erhielt Demers drei Mal den Genie Award. 1987 wurde er von der Regierung von Quebec mit dem Albert-Tessier-Preis ausgezeichnet. Im November 1991 wurde er zum Offizier des Order of Canada ernannt, im Mai 2007 zum Companion. 1998 erhielt er den Performing Arts Award des Governor General, Kanadas höchste Auszeichnung für darstellende Künste. Demers wurde auch der Ordre des Arts et des Lettres verliehen sowie der François Truffaut Award des Giffoni Film Festivals.

## Filmografie (Auswahl)
- 1982: Maria Chapdelaine (als Schauspieler)
- 1985: Der Schneeballkrieg (La guerre des tuques)
- 1985: Unternehmen Erdnußbutter (The Peanut Butter Solution)
- 1986: Bach und Broccoli (Bach et Bottine) (als Schauspieler)
- 1987: The Great Land of Small
- 1987: Der kleine Magier (Cudowne dziecko / Le jeune magicien / The Young Magician)
- 1988: Tommy Tricker und das Geheimnis der Briefmarken (Tommy Tricker and the Stamp Traveller)
- 1988: Daffy und der Wal (The Tadpole and the Whale / La grenouille et la baleine)
- 1989: Bye Bye, Red Riding Hood
- 1990: Vincent und ich (Vincent and Me)
- 1990: Reach for the Sky
- 1990: The Case of the Witch Who Wasn’t (als Schauspieler)
- 1992: Die Schrubber-Gang (The Clean Machine / Tirelire Combines & Cie)
- 1994: Die Rückkehr von Tommy Tricker (The Return of Tommy Tricker)
- 1997: Maddy tanzt auf dem Mond (Dancing on the Moon)
- 2001: Die geheime Festung (La forteresse suspendue / The Hidden Fortress)
- 2000: Hathi, the Elephant
- 2003: Sommer mit den Burggespenstern (Summer with the Ghosts)
- 2009: A Cargo to Africa